# La sfera del tempio orientale
La sfera del tempio orientale (WildC.A.T.s: Covert Action Teams), è una serie televisiva a disegni animati prodotta da WildStorm Productions e Nelvana e ispirata al fumetto originale Wildcats di Jim Lee e Brandon Choi, composta da 13 episodi.

## Trama
La storia ruota intorno alla guerra che dura da secoli tra due razze aliene chiamate "Kerubini" e "Deamoniti". Migliaia di anni fa infuriò una battaglia nel nostro sistema solare che provocò l'ammaraggio delle due razze sul nostro pianeta; la guerra proseguì sul nostro mondo influenzando la storia e la mitologia. I Kerubini sono una razza quasi immortale, dall'aspetto umano ma dotati di poteri eccezionali che, una volta atterrati sulla Terra, si sono mischiati con gli esseri umani che popolano il pianeta. I Deamoniti invece, oltre ad avere un aspetto spaventoso, possiedono anche varie abilità sovrumane tra cui il possesso del corpo e il controllo mentale su esseri umani e hanno ambizioni di conquista.
Arrivati ai giorni nostri il ricco industriale Jacob Marlowe costituisce un gruppo di supereroi per difendere il pianeta dai mortali nemici della sua specie, i Wild C.A.T.s.

## Personaggi e doppiatori
| Personaggi      | Doppiatori originali | Doppiatori italiani |
| --------------- | -------------------- | ------------------- |
| Spartan         | Rod Wilson           | Mario Scarabelli    |
| Zelota (Zealot) | Roscoe Handford      | Patrizia Scianca    |
| Grifter         | Colin O'Meara        | Federico Danti      |
| Warblade        | Dean McDermott       | Marco Balzarotti    |
| Voodoo          | Ruth Marshall        | Loredana Nicosia    |
| Maul            | Paul Mota            | Mario Zucca         |
| Jacob Marlowe   | Sean McCann          | Orlando Mezzabotta  |
| Void            | Janet-Laine Green    | ?                   |
| Helspont        | Maurice Dean Wint    | ?                   |
| Dockwell        | Denis Akiyama        | Sergio Romanò       |

## Episodi
| nº | Titolo originale         | Titolo italiano                | Prima TV USA     | Prima TV Italia  |
| -- | ------------------------ | ------------------------------ | ---------------- | ---------------- |
| 1  | Dark Blade Falling       | Squadra segreta d'azione       | 1º ottobre 1994  | 22 dicembre 1998 |
| 2  | Heart of Steel           | Cuore d'acciaio                | 8 ottobre 1994   | 23 dicembre 1998 |
| 3  | Cry of the Coda          | Le guerriere Cora              | 15 ottobre 1994  | 24 dicembre 1998 |
| 4  | The Evil Within          | La famiglia di Oris            | 29 ottobre 1994  | 25 dicembre 1998 |
| 5  | The Big Takedown         | Una grande delusione           | 12 novembre 1994 | 26 dicembre 1998 |
| 6  | Lives in the Balance     | Un fantasma del passato        | 19 novembre 1994 | 28 dicembre 1998 |
| 7  | Soul of a Giant          | Il figlio ritrovato            | 26 novembre 1994 | 29 dicembre 1998 |
| 8  | Betrayed                 | Tradimenti                     | 3 dicembre 1994  | 30 dicembre 1998 |
| 9  | Black Razor's Edge       | Il guerriero Cora              | 10 dicembre 1994 | 31 dicembre 1998 |
| 10 | And Then There Were None | Il tempio                      | 17 dicembre 1994 | 1º gennaio 1999  |
| 11 | M.V.P.                   |                                | 7 gennaio 1995   | 2 gennaio 1999   |
| 12 | The End Game - Part One  | La battaglia finale - 1ª parte | 14 gennaio 1995  | 4 gennaio 1999   |
| 13 | The End Game - Part Two  | La battaglia finale - 2ª parte | 21 gennaio 1995  | 5 gennaio 1999   |

## Edizione italiana
Il doppiaggio italiano della serie fu eseguito dalla Deneb Film e diretto da Federico Danti su dialoghi di Patrizia Scianca; i nomi dei personaggi, in alcuni casi, differiscono da quelli utilizzati nell'edizione italiana dei fumetti. I primi sei episodi furono distribuiti in due VHS dalla Alfadedis Entertainment nel marzo 1996, col titolo originale ma senza la sigla iniziale; l'intera serie fu poi trasmessa su Italia 1 dal 22 dicembre 1998 al 5 gennaio 1999, all'interno del contenitore Ciao Ciao, col titolo La sfera del tempio orientale e con l'omonima sigla scritta da Alessandra Valeri Manera, composta da Enzo Draghi e cantata da Marco Destro.